# Haugsnybba
Haugsnybba är en bergstopp i republiken Island. Den ligger i regionen Norðurland eystra, 300 km nordost om huvudstaden Reykjavík. Toppen på Haugsnybba är 930 meter över havet, eller 110 meter över den omgivande terrängen. Bredden vid basen är 1,8 km.
Trakten runt Haugsnybba är nära nog obefolkad, med mindre än två invånare per kvadratkilometer. Det finns inga samhällen i närheten. Trakten runt Haugsnybba består i huvudsak av gräsmarker.